# Mont-redon (Aude)
Montredon de las Corbièras (en francès Montredon-des-Corbières) és un municipi francès situat al departament de l'Aude i a la regió d'Occitània.